# ياسو كوياما
ياسو كوياما (باليابانية: 小山靖男؛ بالكانا: こやま しずお) هو لاعب الغو ‏ ياباني، ولد في 27 أبريل 1937 في اليابان، وتوفي في 2000.